# Beautiful Ones
«Beautiful Ones» —en español: «Los hermosos»— es el segundo sencillo del álbum Coming Up de Suede, lanzado el 14 de octubre de 1996 por la discográfica Nude Records. La canción se convirtió en un éxito Top Ten en el Reino Unido, alcanzando el puesto #8.

## Antecedentes
Con Richard Oakes, uno de los nuevos integrantes del grupo, haciendo los riffs de guitarra, "Beautiful Ones" se convirtió en uno de los sencillos más populares de Suede. Al principio la canción se titulaba "Dead Leg", después de que Osman amenazase con dar a Oakes una pata muerta si no podía escribir un sencillo top ten. La canción fue presentada en el número 8 en el UK Singles Chart en octubre de 1996, en una época en la que los diez primeros consistían en una mezcla ecléctica de música pop, indie y dance.
El vídeo de la canción fue dirigido por Pedro Romhanyi, quien previamente había hecho un vídeo para el tercer single de la banda, "Animal Nitrate", a principios de 1993. El vídeo presenta a la banda rodada en blanco y negro interpretando la canción, intercalada con ediciones rápidas de segmentos conceptuales que ilustran la letra de la canción de una manera literal.

## Recepción crítica
Billboard escribió: «Es como una canción rápida y destrozada de Oasis, The London Suede logró hacer sonidos de pop/rock que son definitivamente únicos. La letra dolorosamente verdadera y los sonidos vibrantes ya han demostrado ser un éxito en el Reino Unido»
En 2014, Paste enumeró la canción en el número 34 de su lista, "Las 50 mejores canciones del Brit-pop". Michael Danaher escribió: «La canción es a la vez simple y sofisticada, y es una verdadera joya del Brit-pop que merece mucha atención».

## Versiones
- La cantante británica Kim Wilde grabó una versión de la canción para su álbum Snapshots en el 2011.
- En Chile, «Beautiful Ones» fue versionada para el programa infantil Cachureos, la temática de la canción fue modificada en donde se habla sobre los ancianos, la canción fue titulada «Los ancianos».[2][3]

## Lista de canciones
Todas las canciones están realizadas por Brett Anderson y Richard Oakes, excepto donde se indique.
CD1
1. «Beautiful Ones»
2. «Young Men»
3. «Sound of the Streets» (Anderson)

CD2
1. «Beautiful Ones»
2. «Money»
3. «Sam» (Anderson)

Vinilo de 7"
1. «Beautiful Ones»
2. «Sound of the Streets» (Anderson)